# Montbèl (Arieja)
Montbèl (en francès Montbel) és un municipi francès situat al departament de l'Arieja i a la regió d'Occitània. El municipi està banyat per les aigües del Llac de Montbel, que esdevé un punt clau en l'economia local.